# Apamea alia
Apamea alia är en fjärilsart som beskrevs av Achille Guenée 1852. Apamea alia ingår i släktet Apamea och familjen nattflyn. Inga underarter finns listade i Catalogue of Life.

## Bildgalleri

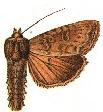